# Philip Collin

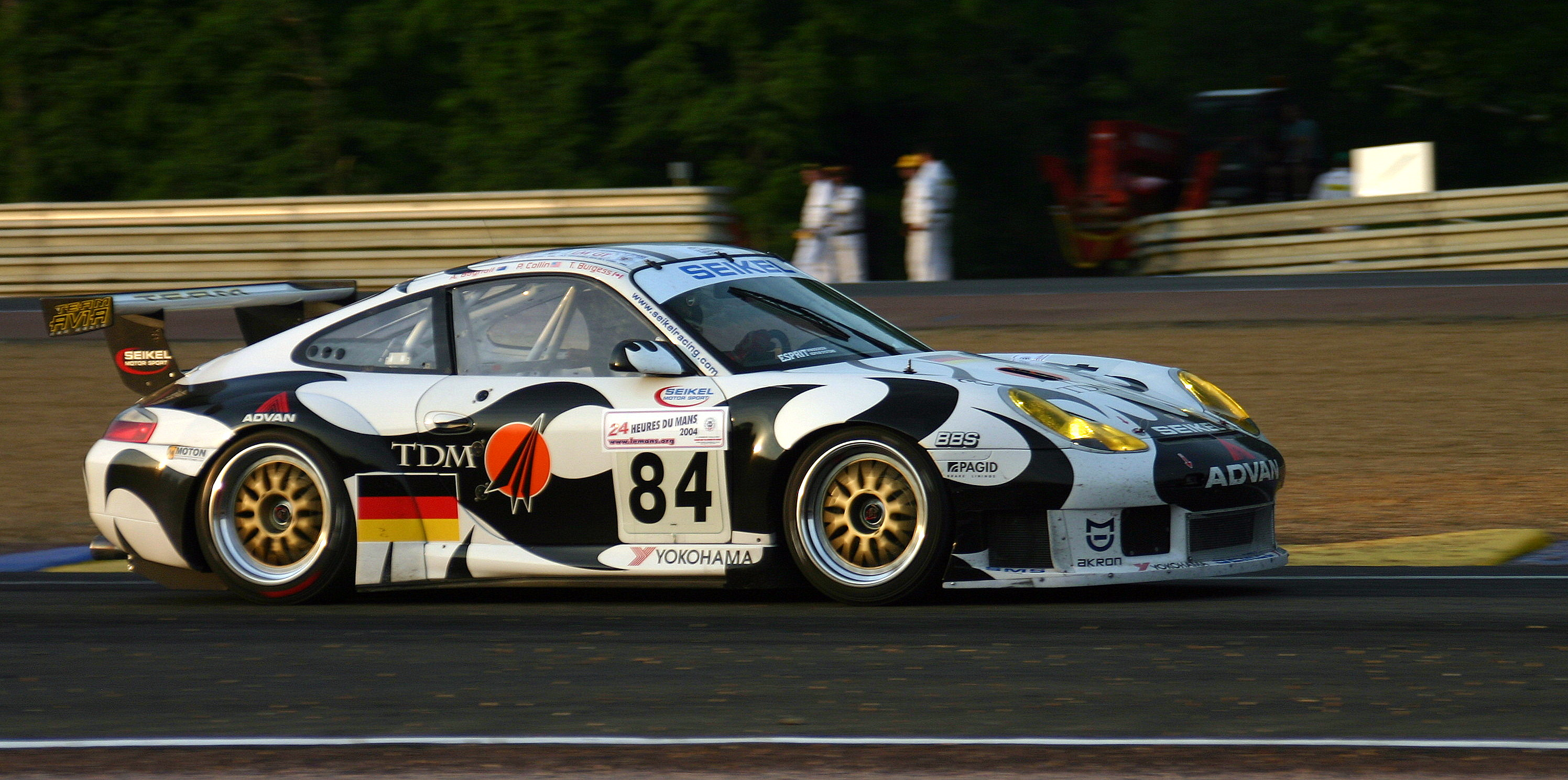
Der von Philip Collin gefahrene Porsche 911 GT3-RS beim 24-Stunden-Rennen von Le Mans 2004

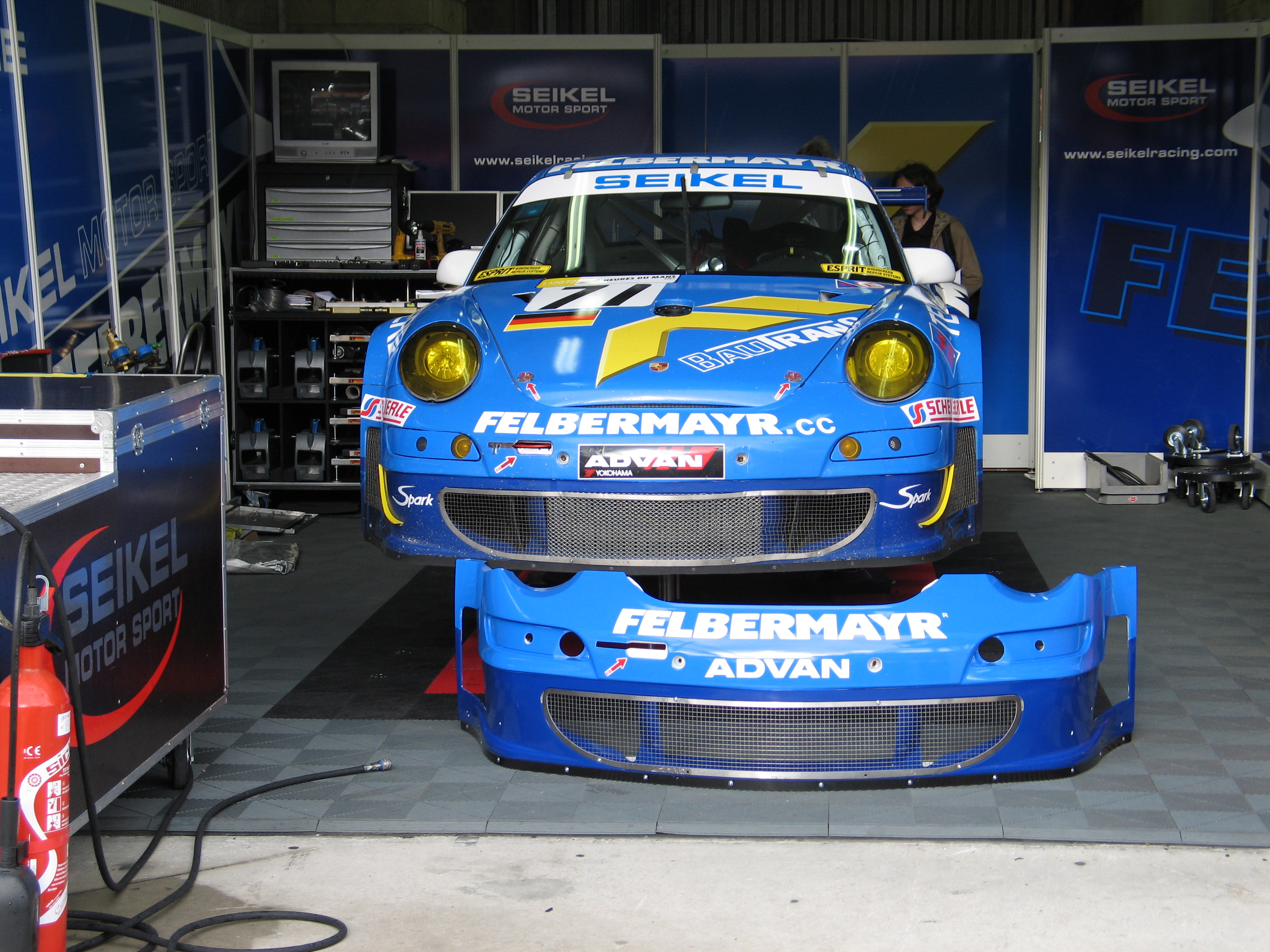
Der Porsche 911 GT3-RSR von Vater und Sohn Felbermayr sowie Philip Collin in den Boxen beim 24-Stunden-Rennen von Le Mans 2007

Philip Collin (* 2. Mai 1963 in Chicago) ist ein ehemaliger US-amerikanischer Autorennfahrer.

## Karriere als Rennfahrer
Philip Collin begann seine Fahrerkarriere zu Beginn der 1990er-Jahre. Nach Anfängen bei Clubrennen und regionalen Sportwagenrennen trat er 1996 erstmals international in Erscheinung. Beim 24-Stunden-Rennen von Daytona zählte er zu einem Fünffahrerteam, das im Ziel auf einem Porsche 911 C4S AWD als 33. des Schlussklassements gewertet wurde, obwohl der Porsche nach 428 Runden mit einem Kupplungsschaden ausgefallen war. Auch beim 12-Stunden-Rennen von Sebring 1996 war Collin am Start. Er meldete einen Porsche 911, den er gemeinsam mit Kevin Buckler und Joe Cogbill steuerte. Das Trio schied vorzeitig durch einen Motorschaden aus. In Sebring gelang ihm im Folgejahr die erste Platzierung im Spitzenfeld eines Sportwagenrennens. Gemeinsam mit Martin Snow und Peter Kitchak wurde er Gesamtzwölfter. Einsatzfahrzeug war ein Porsche 911 GT2.
2000 bestritt er seine erste komplette Saison in der Grand-Am Sports Car Series. Nach dem Ende der United States Road Racing Championship 1999 wurde diese Rennserie als Nachfolge-Meisterschaft etabliert. Collin fuhr einen Porsche 996 GT3-R für The Racer’s Group, das Rennteam von Kevin Buckler. Beste Saisonplatzierung war der fünfte Rang beim 150-Meilen-Rennen von Lime Rock (Sieger Ron Johnson und Terry Borcheller im Saleen-Ford Mustang). Die regelmäßig guten Platzierungen in der GTU-Klasse sorgten für einen vierten Endrang in der Jahreswertung dieser Rennklasse (hinter Mike Fitzgerald, Darren Law und Kevin Buckler).
An den Erfolg des Jahres 2000 konnte er in den nächsten Jahren nicht anschließen. 2003 wechselte er in die American Le Mans Series und fuhr bis zum Karriereende nach dem Ablauf der Rennsaison 2007 in der European Le Mans Series. Seine beste Platzierung beim 24-Stunden-Rennen von Le Mans war der 15. Endrang beim Debütrennen 2004.

## Statistik

### Le-Mans-Ergebnisse
| Jahr | Team              | Fahrzeug            | Teamkollege             | Teamkollege             | Platzierung | Ausfallgrund |
| ---- | ----------------- | ------------------- | ----------------------- | ----------------------- | ----------- | ------------ |
| 2004 | Seikel Motorsport | Porsche 911 GT3-RS  | Andrew Bagnall          | Tony Burgess            | Rang 15     |              |
| 2005 | Seikel Motorsport | Porsche 911 GT3-RSR | David Shep              | Horst Felbermayr senior | Rang 23     |              |
| 2006 | Team Taisan Advan | Porsche 911 GT3-RS  | Kazuyuki Nishizawa      | Shinichi Yamaji         | Rang 22     |              |
| 2007 | Seikel Motorsport | Porsche 911 GT3-RSR | Horst Felbermayr junior | Horst Felbermayr senior | Ausfall     | Elektrik     |

### Sebring-Ergebnisse
| Jahr | Team              | Fahrzeug                | Teamkollege      | Teamkollege                | Platzierung | Ausfallgrund     |
| ---- | ----------------- | ----------------------- | ---------------- | -------------------------- | ----------- | ---------------- |
| 1996 | Philip Collin     | Porsche 911             | Kevin Buckler    | Joe Cogbill                | Ausfall     | Motorschaden     |
| 1997 | Martin Snow       | Porsche 911 GT2         | Martin Snow      | Peter Kitchak              | Rang 12     |                  |
| 1998 | The Racers Group  | Porsche 911 Carrera RSR | Kevin Buckler    | Stephen Earle              | Ausfall     | Getriebeschaden  |
| 2000 | Seikel Motorsport | Porsche 911 GT3-R       | Tony Burgess     | Kurt Mathewson             | Ausfall     | Kühler           |
| 2001 | Seikel Motorsport | Porsche 911 GT3-R       | Tony Burgess     | Andrew Bagnall             | Ausfall     | Aufhängung       |
| 2002 | Seikel Motorsport | Porsche 911 GT3-RS      | Hugh Plumb       | Andrew Bagnall             | Rang 14     |                  |
| 2003 | Seikel Motorsport | Porsche 911 GT3-R       | David Shep       | John Lloyd                 | Rang 26     |                  |
| 2004 | Seikel Motorsport | Porsche 911 GT3-RS      | Tony Burgess     | Grady Willingham           | Ausfall     | Motorschaden     |
| 2007 | Konrad Motorsport | Porsche 996 GT3-RSR     | Luciano da Silva | Antônio de Azevedo Hermann | Ausfall     | Kupplungsschaden |